# Mutiny on the Bounty (película de 1962)
Mutiny on the Bounty (Motín a bordo o Rebelión a bordo) es una película estadounidense de 1962 dirigida por Lewis Milestone, con Trevor Howard y Marlon Brando como actores principales. Está basada en la novela homónima de Charles Nordhoff (1887 - 1947) y James Norman Hall (1887 - 1951). También cabe destacar que es una adaptación de la película homónima de Clark Gable de 1935.
En la película, el narrador es el horticultor de la expedición, interpretado por Richard Haydn.
Mutiny on the Bounty tuvo siete candidaturas a los Oscar, aunque no ganó ninguno, pues ese año la gran triunfadora resultó ser  Lawrence de Arabia. Con ligeros cambios y omisiones respecto a la novela (como el desembarco en Tenerife), la película logra relatar cómo era la vida en el mar y las normas que regían el destino de la tripulación, además de mostrar el estilo de vida isleño en el sur del Pacífico.
Durante el rodaje, Marlon Brando conoció a Tarita, que sería su tercera esposa y con la que tendría dos hijos. Brando sostuvo una agria competencia con Trevor Howard, quien lo consideraba irreverente, durante todo el rodaje de la película.

## Argumento
En 1787, la fragata británica Bounty comienza un viaje a Tahití para trasladar un cargamento de árbol del pan a Jamaica. El orgullo y la ambición del capitán Bligh (Trevor Howard) llevan a la tripulación a luchar contra su trato despótico, al tiempo que lo hace también contra el hambre y contra las inclemencias del mar. 
Los marinos llegan a la paradisíaca isla, donde son recibidos por los isleños. El carácter libre y desinhibido de las mujeres subyuga a la tripulación, y se inician muchos romances, como el del segundo oficial Fletcher Christian (Marlon Brando) con Maimiti (Tarita), hija del jefe de la isla.
Pero los marinos han de abandonar Tahití para cumplir con su misión. En el viaje de vuelta, un enfrentamiento con el segundo oficial por el racionamiento exagerado del agua en beneficio del cargamento desencadena un motín encabezado por el tripulante John Mills (Richard Harris). Los amotinados logran hacerse con el barco y eligen a Fletcher Christian como nuevo capitán. El capitán Bligh y los tripulantes que lo apoyan - entre ellos, Fryer, el contramaestre (Eddie Byrne) - son desalojados del barco y puestos a bordo de un bote en las cercanías de Tofoa, una de las Islas Tonga. 
En lugar de dirigirse a Tofoa, el capitán Bligh se embarca en una peligrosa aventura de 4.000 millas hasta Timor, para regresar cuanto antes al Reino Unido y dar a conocer los hechos al almirantazgo británico, el cual lanza una expedición para encontrar y enjuiciar a los amotinadores. Aun así, inculpan a Bligh por lo ocurrido, aunque él no haya infringido la ley.  
Por su parte, los amotinados regresan a Tahití, y, después de aprovisionarse y embarcar a algunos isleños con ellos (mujeres incluidas), buscan un lugar donde vivir escondidos. Encuentran la isla de Pitcairn, que, por estar apartada de las rutas marítimas y por venir mal señalada en los mapas del almirantazgo británico, tras quemar la nave, se convierte en su nuevo hogar.

## Reparto
- Marlon Brando: Fletcher Christian, segundo de a bordo.
- Trevor Howard: William Bligh, el capitán.
- Richard Harris: el marino John Mills.
- Hugh Griffith: el marino Alexander Smith, llamado en realidad John Adams (1767 - 1829).
- Richard Haydn: el horticultor William Brown.
- Tarita Teriipaia: la princesa Maimiti.
- Percy Herbert: el marino Matthew Quintal (1766 - 1799).
- Duncan Lamont: John Williams.
- Gordon Jackson: el marino Edward Birkett.
- Chips Rafferty: el marino Michael Byrne (n. 1761).
- Noel Purcell: William McCoy (ca. 1763 - 1798), el timonel.
- Ashley Cowan: Samuel Mack.
- Eddie Byrne: John Fryer (1753 - 1817), el contramaestre.
- Tim Seely: el aspirante Edward Young, llamado Ned.
- Frank Silvera: Minarii.

## Producción
El rodaje de la película empezó en octubre de 1960 y terminó en julio de 1961. Se filmó en Hawái, California y en la Polinesia Francesa, particularmente en las islas Moorea, Tahití y en las islas de Sotavento.

## Recepción
La película fue un fracaso en taquilla y fue además mal recibido por la crítica de entonces. Por ello es desde entonces catalogada como una película maldita.